# 詹其雄
詹其雄（1969年?月—），中国福建省晋江市深沪镇人，2010年9月7日发生的中国渔船与日本巡逻船钓鱼岛相撞事件中中国渔船“闽晋渔5179号”船长。

## 所涉钓鱼岛海域撞船事件
2010年9月7日，詹其雄和下属14名船员驾乘“闽晋渔5179号”拖网渔船在中日双方都宣称拥有主权的钓鱼岛海域黃尾嶼附近进行捕捞作业，遭到日本海上保安厅所属巡逻船只“与那国号”等的驱赶、阻截。10时15分许，“与那国号”和“闽晋渔5179号”发生冲撞，另两艘日本巡逻船亦在事发现场。13时许，日本巡逻船上的约20名海上保安官登上“闽晋渔5179号”，以违反日本国内法《渔业法》为由对渔船进行检查，并扣押了该船和詹其雄及14名船员。 冲撞发生后，中国方面多次与日本方面进行外交交涉，要求日方「停止非法拦截行动、立即放人放船，并确保中方人船安全。」　中国驻日使馆派遣工作人员赶赴日本冲绳县石垣岛探视了詹其雄等被扣留的中国渔船船员。 9月10日，日本冲绳县石垣简易法院批准拘留詹其雄10天。9月13日，日方释放了除詹其雄外的14名中国船员和“闽晋渔5179号”渔船。 9月19日，尽管中方多次抗议、要求，日本石垣简易法院仍批准延押詹其雄10天至9月29日，由此导致中日关系恶化，中方强烈抗议、反制措施升级。 中国总理温家宝在美国纽约出席联合国大会期间強硬措詞“我強烈敦促日方立即无条件放人。如果日方一意孤行，中国政府將进一步採取行动，由此产生的一切严重后果，日方要承担全部责任”。

### 拒絕认罪
詹其雄在日本被扣押期间，坚持认为自己无罪，自己在钓鱼岛海域捕鱼作业是正当的，日方不断让他承认错误并承认进入日本领海，都被他坚决拒绝。日方多次告示詹其雄如不认罪，此案最高可判刑三年或罚款五十万日圆，而且十幾個小時不讓他睡覺；詹其雄回答说：“如我认罪，将会成为中华民族的千古罪人”。詹其雄回到福州后表示“日方抓扣我是非法的。钓鱼岛是中国领土，我坚决支持（中国）政府的立场。钓鱼岛是中国的，以后有机会还会再去那边打漁。”

### 獲釋
9月24日下午，日本那霸地方檢察廳宣布釋放詹其雄，檢察廳發言人指是中國船隻撞向日本巡邏艦，不過由於詹其雄並非有預謀，並解釋稱“考慮到了對我國（日本）國民的影響以及今後的日中關係”，所以不提出檢控，但日方保留對其個人的刑事處分。 當天中国方面表示，日方对詹其雄进行的任何形式的“司法程序”都是非法和无效的。当日晚中国外交部和农业部组成的联合工作组乘中国政府包机赴沖繩那霸接护詹其雄，9月25日凌晨，詹其雄乘包机返抵中国福州，外交部部长助理胡正跃、福建省副省长洪捷序到福州长乐国际机场迎接，詹与到机场迎接的妻子陈婷婷和儿子相聚。
2011年1月21日，日本那霸地方检察厅作出决定对詹其雄“免予起诉”。2012年5月17日，日本那霸地方法院决定撤销对詹其雄的公诉。

### 返回家乡
詹其雄在福州某疗养院休息接受了全面体检，3天后，於9月27日返回家乡深沪镇受到当地居民热情迎接，与母亲等家人团聚。
詹其雄85岁的祖母9月8日得知他被日方扣押後急病交加去世，詹其雄因被扣押於日本石垣岛，未能送祖母出殯。